# Legnava
Legnava (bis 1927 slowakisch „Legňava“; deutsch Legenau, ungarisch Hosszúvágás – bis 1907 Lagnó, russinisch Леґнава/Legnawa) ist eine Gemeinde im Nordosten der Slowakei mit 87 Einwohnern (Stand 31. Dezember 2024), die zum Okres Stará Ľubovňa, einem Teil des Prešovský kraj, gehört.

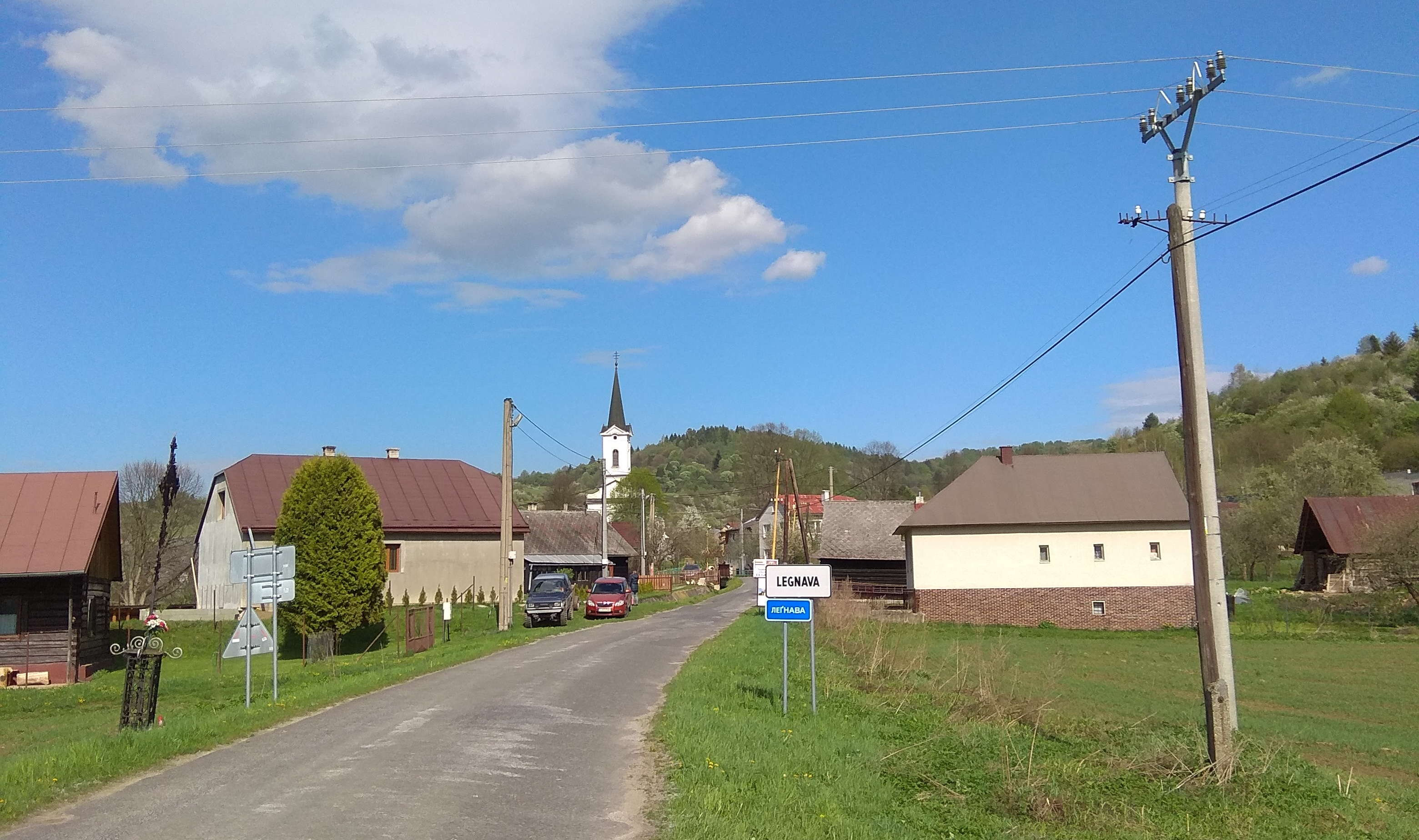

## Geographie
Die Gemeinde befindet sich im nördlichen Teil des Berglands Ľubovnianska vrchovina am linken Ufer des Poprad, direkt an der Grenze zu Polen. Das Ortszentrum liegt auf einer Höhe von 466 m n.m. und ist 22 Straßenkilometer von Stará Ľubovňa entfernt.
Nachbargemeinden sind Muszyna (Orte Andrzejówka, Milik sowie Stadt Muszyna) im Norden und Osten, Orlov im Süden und Starina im Westen.

## Geschichte
Legnava entstand nach 1366 auf einem bewaldeten Stück Land, das ein Adliger namens Jakob vom ungarischen König Ludwig I. erhielt, um dort ein Dorf zu gründen. Dieses wurde zum ersten Mal 1427 als Langnow schriftlich erwähnt. Im selben Jahr wurde das Dorf in Höhe von sieben Porta besteuert. Nach einer Urkunde aus dem Jahr 1440 wohnten ausschließlich Walachen in Legnava. Gegen 1600 war es ein mittelgroßes Dorf mit 16 Häusern für die Untertanen und die russinische Bevölkerung. Im 17. und 18. Jahrhundert besaßen die Familien Semsey beziehungsweise Szirmay Ortsgüter. 1787 hatte die Ortschaft 41 Häuser und 298 Einwohner, 1828 zählte man 59 Häuser und 503 Einwohner, die als Hirten, Landwirte und Waldarbeiter beschäftigt waren.
Bis 1918 gehörte der im Komitat Sáros liegende Ort zum Königreich Ungarn und kam danach zur Tschechoslowakei beziehungsweise heute Slowakei.

## Bevölkerung
| Jahr                | 1994 | 2004     | 2014     | 2024     |
| ------------------- | ---- | -------- | -------- | -------- |
| Anzahl der Personen | 193  | 146      | 117      | 87       |
| Unterschied         |      | −24,35 % | −19,86 % | −25,64 % |

| Jahr                | 2023 | 2024    |
| ------------------- | ---- | ------- |
| Anzahl der Personen | 90   | 87      |
| Unterschied         |      | −3,33 % |

Gemäß der Volkszählung 2011 wohnten in Legnava 125 Einwohner, davon 93 Slowaken, 23 Russinen, vier Roma und ein Russe. Vier Einwohner machten keine Angabe zur Ethnie.
73 Einwohner bekannten sich zur griechisch-katholischen Kirche, 34 Einwohner zur römisch-katholischen Kirche, zwei Einwohner zur orthodoxen Kirche und ein Einwohner zur Evangelischen Kirche A. B. Zwei Einwohner waren konfessionslos und bei 13 Einwohnern wurde die Konfession nicht ermittelt.

## Bauwerke und Denkmäler
- griechisch-katholische Johannes-der-Täufer-Kirche im neoklassizistischen Stil aus dem Jahr 1883